# آدم ديكسون (لاعب كرة قدم أمريكية)
آدم ديكسون (بالإنجليزية: Adam Dixon)‏ هو لاعب كرة قدم أمريكية أمريكي، ولد في 13 يوليو 1992 في فينيكس في الولايات المتحدة.